# Henryk Bednarski (taternik)
Henryk Bednarski (ur. 11 grudnia 1882 w Płocku, zm. 29 maja 1945 w Traunstein) – polski taternik, ratownik TOPR, narciarz i instruktor narciarski.

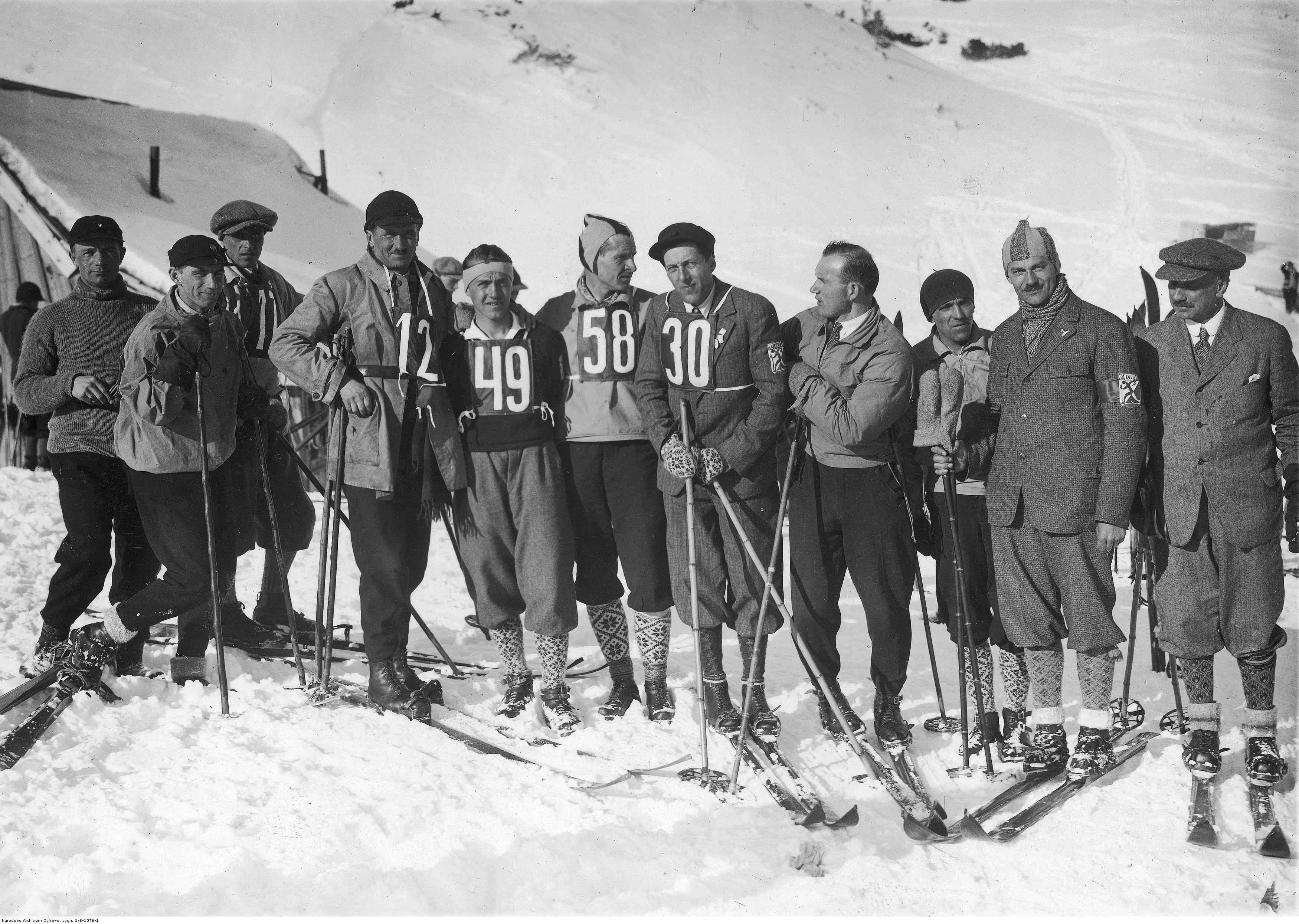
Bieg zjazdowy w Tatrach; od lewej stoją: Jan Skupień, Henryk Bednarski, Bronisław Czech, Kazimierz Schiele, Franciszek Bujak (1932)

## Życiorys
Urodzony na nizinach, pojawił się Zakopanem w 1905 r. Przyczyną emigracji była chęć uniknięcia służby wojskowej w carskiej armii. Początkowo pracował jako mistrz murarski m.in. przy wznoszeniu schroniska „Murowaniec”. W latach 1914–1917 służył w Legionach Polskich, jego przełożonym był wówczas Mariusz Zaruski.
Zasłużony taternik, członek zespołu, który po raz pierwszy zdobył południową ścianę Zamarłej Turni w 1910 r. Dokonał w Tatrach 25 pierwszych wejść taternickich: 11 letnich i 14 zimowych. M.in. latem wszedł północną granią Żabiego Mnicha i północnym kominem na Żabią Przełęcz Wyżnią. Zimą w latach 1908–1911 jako pierwszy zdobywał Granaty, Gąsienicową Turnię, Małą Buczynową Turnię, Ptaka, Rohacze, Mnicha i Zadniego Mnicha. Wyjeżdżał w Alpy, gdzie zimą zdobył kilkanaście szczytów (m.in. Hoher Sonnblick i Großvenediger). O sprawności i tężyźnie fizycznej Bednarskiego może świadczyć fakt, że Zamarłą Turnię pokonał ponownie w towarzystwie niedoświadczonej taterniczki, którą wciągnął na szczyt na linach. Jego imieniem nazwano drogę klasyczną na Zamarłej Turni oraz zachód w Granatach.
Przez 25 lat był aktywnym członkiem Sekcji Narciarskiej PTT, instruktorem narciarskim i organizatorem licznych zawodów narciarskich.
Sam startował w konkurencjach biegowych, zjazdowych i biegach z przeszkodami. Z powodzeniem uczestniczył w zawodach organizowanych w austriackich Alpach, skąd ok. 1910 r. przywiózł i rozpropagował w Tatrach stosowanie dwóch kijków narciarskich, o wiele wygodniejszych od jednego długiego „bambusa”. Uczestniczył w długich rajdach narciarskich po Tatrach, swoistym rekordem było pokonanie z Kazimierzem Schiele w 1926 r. w ciągu 14 godzin trasy Zakopane – Hala Goryczkowa – Kasprowy Wierch – Dolina Wierchcicha – Zawory – Wrota Chałubińskiego – Morskie Oko – Opalone – Dolina Pięciu Stawów Polskich – Zawrat – Zakopane.
Henryk Bednarski był jednym z pierwszych ratowników tatrzańskich, aktywnie uczestniczył w wielu wyprawach ratowniczych, m.in. w tragicznie zakończonej akcji TOPR na Małym Jaworowym Szczycie w 1910 r. i wyprawie po ciało zmarłego w górach Wincentego Birkenmajera w 1933 r. W okresie międzywojennym był jedną z najbardziej rozpoznawalnych postaci Zakopanego. Znany był z ciętego humoru (potrafił wmówić turystkom, że liny asekuracyjne służą do wieszania prania) i dość kontrowersyjnych zachowań (w 1928 r. dał się sfotografować nago na nartach). Przeszedł do historii Zakopanego jako utalentowany sportowiec i miłośnik Tatr. Aresztowany w 1940 r. przez gestapo, więziony w Palace, następnie przewieziony do obozu koncentracyjnego Auschwitz. Kilka miesięcy przed końcem wojny został przeniesiony do Dachau w Bawarii, zmarł z wyczerpania miesiąc po wyzwoleniu.

## Ordery i odznaczenia
- Złoty Krzyż Zasługi (19 marca 1931)[5]
- Srebrny Krzyż Zasługi (8 lipca 1925)[6]